# دييغو لوبيز نوغيرول
دييغو لوبيز نوغيرول (مواليد 13 مايو 2002) هو لاعب كرة قدم إسباني محترف يلعب كجناح أيمن أو مهاجم مع نادي فالنسيا في الدوري الإسباني، بعد فترة قصيرة مع ريال مدريد،   انتقل إلى نادي برشلونة لكرة القدم في عام 2018.[1]انتقل إلى نادي برشلونة لكرة القدم في عام 2018.